# Rita Müller
Rita Müller (* 1965 in Mannheim) ist eine deutsche Historikerin und seit 2014 Direktorin des Museums der Arbeit in der Stiftung Historische Museen Hamburg.

## Leben

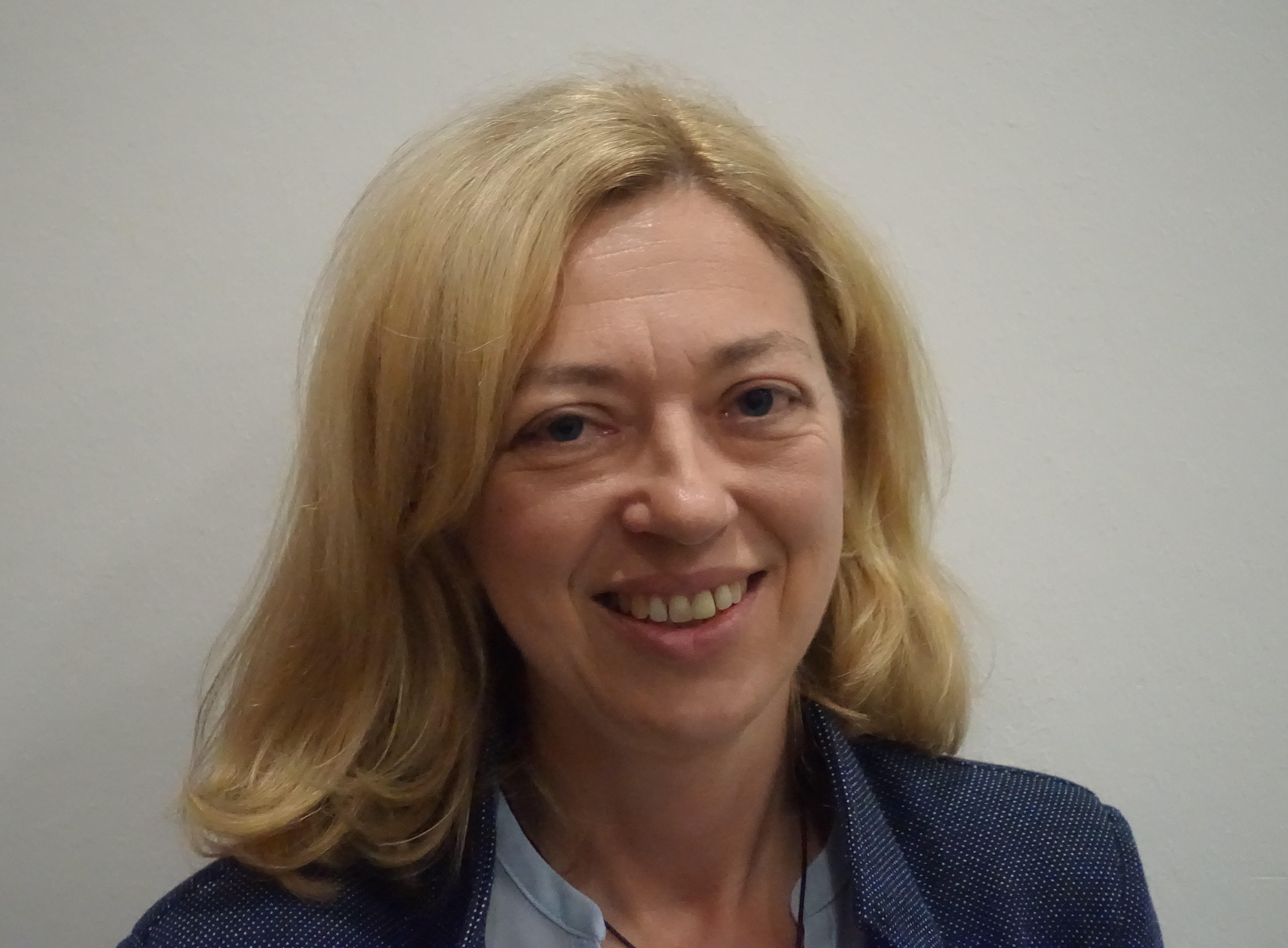
Rita Müller 2019

Nach dem Studium der Geschichte und Germanistik promovierte sie in Mannheim im Bereich Sozial- und Wirtschaftsgeschichte. Nach Stationen am Landesmuseum für Technik und Arbeit, heute Technoseum, und am Deutschen Uhrenmuseum Furtwangen in Furtwangen, war sie über zehn Jahre im Zweckverband Sächsischen Industriemuseum tätig, zunächst als wissenschaftliche Referentin in Chemnitz, dann drei Jahre als kommissarische Leiterin des Westsächsischen Textilmuseums Crimmitschau, heute Tuchfabrik Gebr. Pfau.
Von 2008 bis 2019 war sie Sprecherin der Fachgruppe der Technikhistorischen Museen im Deutschen Museumsbund (DMB), seit Mai 2018 ist sie im Vorstand des DMB.

## Publikationen
- Von der Wiege zur Bahre. Weibliche und männliche Lebensläufe im 19. und frühen 20. Jahrhundert am Beispiel Stuttgart-Feuerbach (= Veröffentlichungen des Archivs der Stadt Stuttgart, Band 85). Hohenheim-Verlag, Stuttgart und Leipzig 2000, ISBN 3-89850-966-4, zugleich: Dissertation, Universität Mannheim, 1999, unter dem Titel: Weibliche und männliche Lebensläufe im Wandel.
- Mit Matthias Zwarg: Der Kaffeesatz im Löschpapier, in: sächsische Industrie-Geschichten, Hrsg. Sächsisches Industriemuseum, Chemnitz Verlag, Chemnitz 2006, ISBN 978-3-937025-27-8
- Rita Müller (Hrsg.): Crimmitschauer Villen erzählen Geschichte. Chemnitz 2013.

| Personendaten    | Personendaten                                                          |
| ---------------- | ---------------------------------------------------------------------- |
| NAME             | Müller, Rita                                                           |
| KURZBESCHREIBUNG | deutsche Historikerin und Direktorin des Museums der Arbeit in Hamburg |
| GEBURTSDATUM     | 1965                                                                   |
| GEBURTSORT       | Mannheim                                                               |